# Renato Farina
Pour les articles homonymes, voir Farina.
Renato Farina (né à Desio, le 10 novembre 1954) est un homme politique, écrivain et journaliste italien.

## Biographie
Renato Farina qui est né à Desio, le 10 novembre 1954). Après des études à l' Université catholique du Sacré-Cœur il devient écrivain et journaliste professionnel avant de démissionner du Registre des journalistes en 2007. Il est élu député à la Chambre en 2008 dans les listes PDL. Il a admis avoir collaboré, alors qu'il était directeur adjoint du journal Libero, avec les services secrets italiens, fournissant des informations et publiant de fausses nouvelles en échange d'argent. La loi n° 801 de 1977 interdit aux journalistes professionnels d'entretenir des relations avec les Services[4] et pour cette raison, il a été radié de l'Ordre des journalistes italiens le 29 mars 2007. La Cour de cassation a par la suite annulé cette mesure, puisque Farina avait déjà démissionné de l'ordonnance au moment de sa révocation, puis la cour  de Milan a cassé la décision en appel. Finalement il est réadmis dans l'Ordre des journalistes en septembre 2014. Il travaille comme chroniqueur à Libero et dans le quotidien Il Giornale.
À la suite de l'affaire Harvey Weinstein, il critique Asia Argento, niant les agressions sexuelles qu'elle a déclaré avoir subies de la part de Weinstein, allant jusqu'à déclarer qu'Asia s'est livrée à une pratique de la prostitution.

## Publications
- (it)Seveso. Diossina e scuola. L'autogestione è possibile. Con cronistoria degli avvenimenti e degli stati d'animo nella zona investita dalla nube tossica: 10 juillet 1976-31 mars 1978, Turin, Gribaudi, 1978.
- (it)De bello ballico ovvero Penna montata. L'epopea del giornalismo italiano raccontata dallo strillone del Sabato, Rimini, Guaraldi, 1992.  (ISBN 88-86025-13-0).
- (it)Un caffè in compagnia. Conversazioni sul presente e sul destino, avec Luigi Giussani, Milan, Rizzoli, 2004.  (ISBN 88-17-00460-X).
- (it)Cento anni della nostra vita visti da Vittorio Feltri 1905-2004, avec Vittorio Feltri, Novara, De Agostini, 2004.
- (it)Non mi hanno fatto male. 10 anni con Andreotti. Interviste e cronache, Sienne, Cantagalli, 2004.  (ISBN 88-8272-193-0).
- (it)Le parole di Osama, avec Vittorio Feltri, Milan, Cooperativa Editoriale Libero, 2005.
- (it)Maestri. Incontri e dialoghi sul senso della vita, Casale Monferrato, Piemme, 2007.  (ISBN 978-88-384-8820-7).
- (it)Don Giussani. Vita di un amico, Casale Monferrato, Piemme, 2007.  (ISBN 978-88-384-8821-4).
- (it)Si dimagrisce così. Il metodo Spa'Deus, le ricette, il progetto SOS obesi, avec Christina Newburgh, Milan, Libero, 2007.
- (it)Alias agente Betulla. Storia di uno 007 italiano, Casale Monferrato, Piemme, 2008.  (ISBN 978-88-384-9923-4).
- (it)Madre Teresa. La notte della fede, Milan, Piemme, 2009.  (ISBN 978-88-566-0590-7); 2016.  (ISBN 978-88-566-5693-0).
- (it)Orti di carità. Storia della Fondazione San Giuseppe Moscati a Milano, avec Giuliana Grimaldi, Castel Bolognese, Itaca, 2010.  (ISBN 978-88-526-0230-6).
- (it)Cossiga mi ha detto. Il testamento politico di un protagonista della storia italiana del Novecento, Venise, Marsilio, 2011.  (ISBN 978-88-317-0959-0).
- (it)Don Gius. Cosa c'entra l'amore con le stelle?, Milan, Piemme, 2015.  (ISBN 978-88-566-3107-4).
- (it)Gesù non è buonista. I passi del Vangelo che scuotono il quietismo, Milan, il Giornale, 2016.